# Nati nel 1347
| Questa pagina contiene informazioni ricavate automaticamente dalle voci biografiche con l'ausilio del template Bio e di un bot. L'aggiornamento è periodico e automatico e ricostruisce completamente la pagina. Se manca una persona in questa lista, sei pregato di non aggiungerla, ma accertati piuttosto che la sua voce biografica contenga il template Bio e che i dati anagrafici siano correttamente compilati. Se il template Bio manca, inseriscilo tu stesso o, in alternativa, metti l'avviso {{tmp\|Bio}} che ne segnala la mancanza. Se i dati riportati sono sbagliati, correggi direttamente la voce biografica; le modifiche saranno visibili in questa lista entro pochi giorni. Per chiarimenti vedi il progetto biografie. La lista contiene solo le 17 persone che sono citate nell'enciclopedia e per le quali è stato implementato correttamente il template Bio. Pagina aggiornata al 10 ago 2025. |

- 25 gennaio - Dorotea di Montau, mistica tedesca († 1394)
- 27 febbraio - Alberto V d'Este, nobile († 1393)
- 25 marzo - Caterina da Siena, religiosa, teologa e filosofa italiana († 1380)
- 27 marzo - Rupert I di Legnica, nobile polacco († 1409)
- 31 marzo - Federico d'Asburgo, nobile austriaco († 1362)
- 28 luglio - Margherita di Durazzo, sovrana italiana († 1412)
- 29 agosto - John Hastings, II conte di Pembroke, militare inglese († 1375)
- Joan FitzAlan, nobile britannica († 1419)
- Go-Kameyama, imperatore giapponese († 1424)
- Halil Bey, principe ottomano († 1362)
- Stefano Maconi, monaco cristiano, religioso e traduttore italiano († 1424)
- Marta di Armagnac, nobile († 1378)
- Andrea Moranzone, intagliatore e scultore italiano
- Obizzo da Montegarullo, condottiero italiano († 1415)
- Beatrice del Portogallo, nobile († 1381)
- Riccarda di Schwerin, nobile svedese († 1377)
- Elisabetta di Pomerania, nobile tedesca († 1393)